# Cuerpo basal

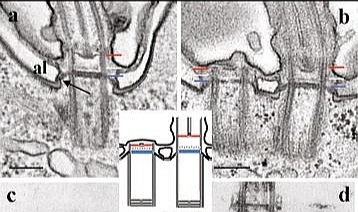
Cuerpos basales de un cilio de Paramecium tetraurelia Sección longitudinal. Microscopio electrónico.

Un cuerpo basal o cinetosoma es una estructura que se presenta en la base de las prolongaciones móviles de los eucariotas (cilios o flagelos) y que sirve como punto de agregación para el crecimiento y el ordenamiento de los microtúbulos que componen el axonema.
Los cuerpos basales y los centríolos son dos versiones del mismo orgánulo eucariota y ambos comparten dos propiedades: una simetría de nueve veces (nónuple) del eje de los microtúbulos y una capacidad para generar un nuevo orgánulo en una relación con el orgánulo "madre".

Los defectos en el posicionamiento correcto del cuerpo basal, causan una variedad de síntomas de enfermedad que incluyen: hidrocefalia, situs inversus e infecciones, del oído medio y respiratorias.

## Estructura del cuerpo basal

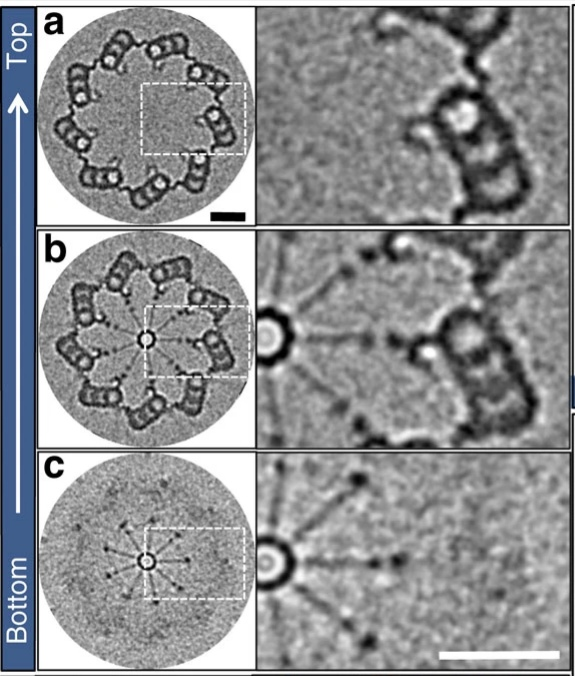
Cuerpo basal proximal. Abajo (C) la rueda de carro, en el sector proximal más bajo (Bottom). Microscopio electrónico de transmisión.

Los cuerpos basales son estructuralmente iguales, cada uno de ellos contiene una configuración helicoidal de microtúbulos en disposición de [9(3)+0] tripletes (9 grupos de 3 túbulos exteriores sin microtúbulos centrales) formando un cilindro hueco.

Los cuerpos basales tienen un diámetro promedio de 260 nm y una longitud de triplete cercana a 400 nm.

En una escala comparativa: si establecemos el tamaño del ribosoma en una pelota de tenis, entonces el centríolo sería del tamaño de un tambor (barril) de 200 litros.

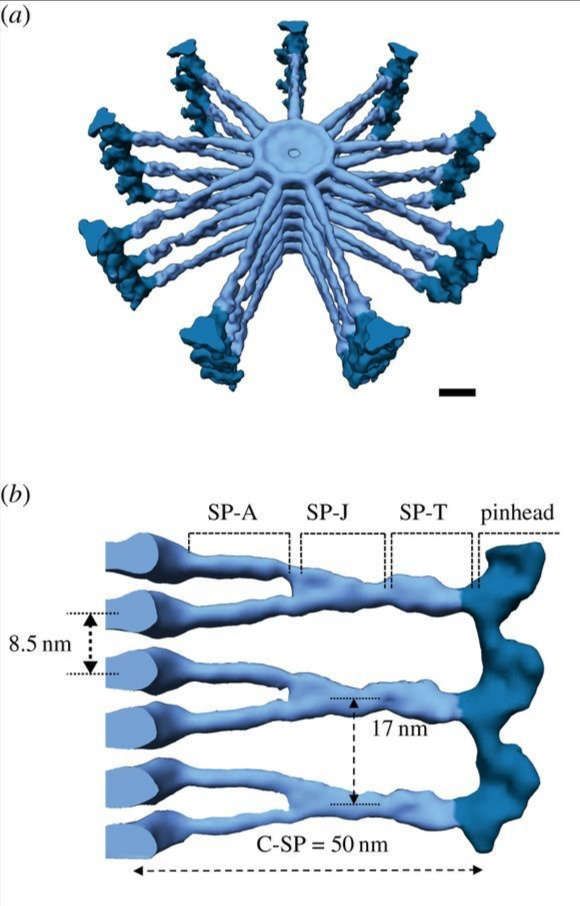
"Rueda de carro" del cuerpo basal, reconstrucción 3D. Criotomografía electrónica.

Los componentes del cuerpo basal se localizan en "dominios discretos" de proteínas. Los dominios basales que residen en el "disco generativo" o disco amorfo y en la "rueda de carro", son componentes para el ensamblaje temprano del nuevo cuerpo basal.

La estructura completa de la "rueda de carro" es típicamente 70-100 nm de altura y ubicado en la parte proximal del cuerpo basal.

Nueve radios de aproximadamente 50 nm de largo, emanan del eje central (" hub") de ~22 nm de diámetro y se irradian hacia la periferia de la rueda, donde los radios que se originan de dos anillos superpuestos se fusionan. Cada radio se conecta al túbulo A del triplete de microtúbulos a través de una estructura abultada llamada "cabeza de alfiler"  (pinhead) produciendo un espacio vertical de 17-20 nm entre dos ruedas.
Las proteínas que se localizan en los dominios distales del cuerpo basal, están involucradas en la formación y función ciliar.

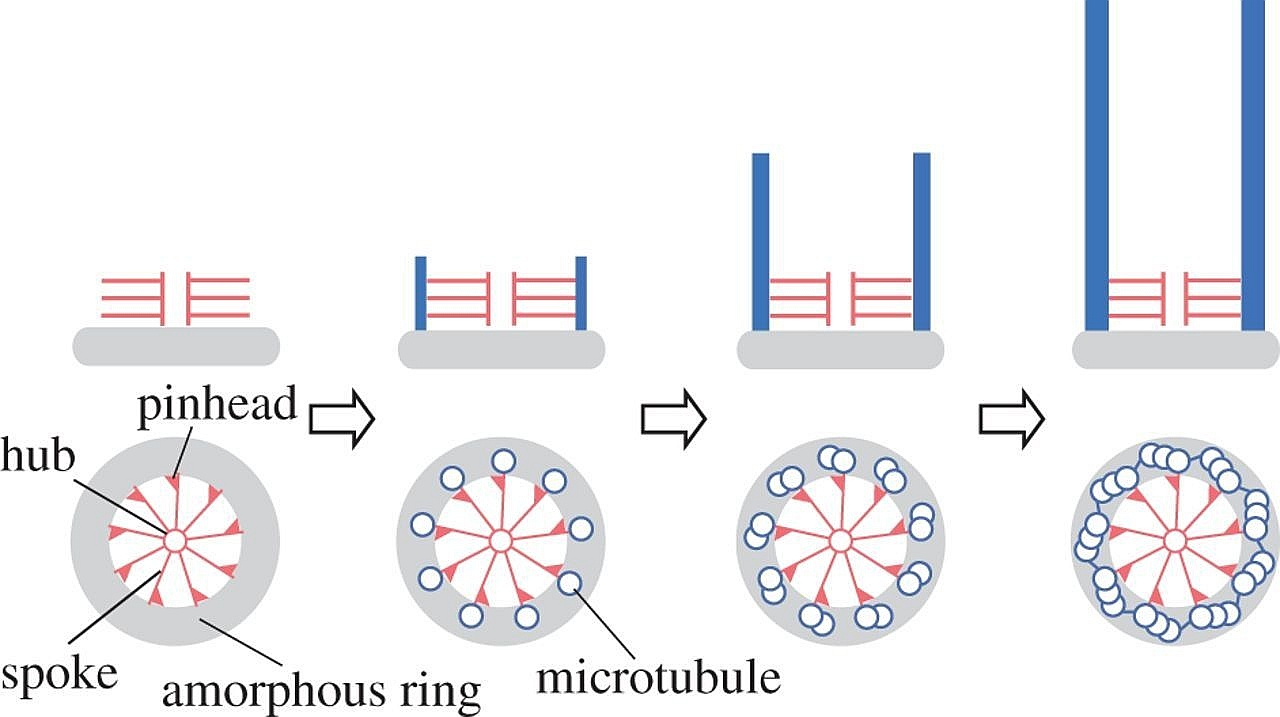
Rueda de carro, evolución a cuerpo basal.

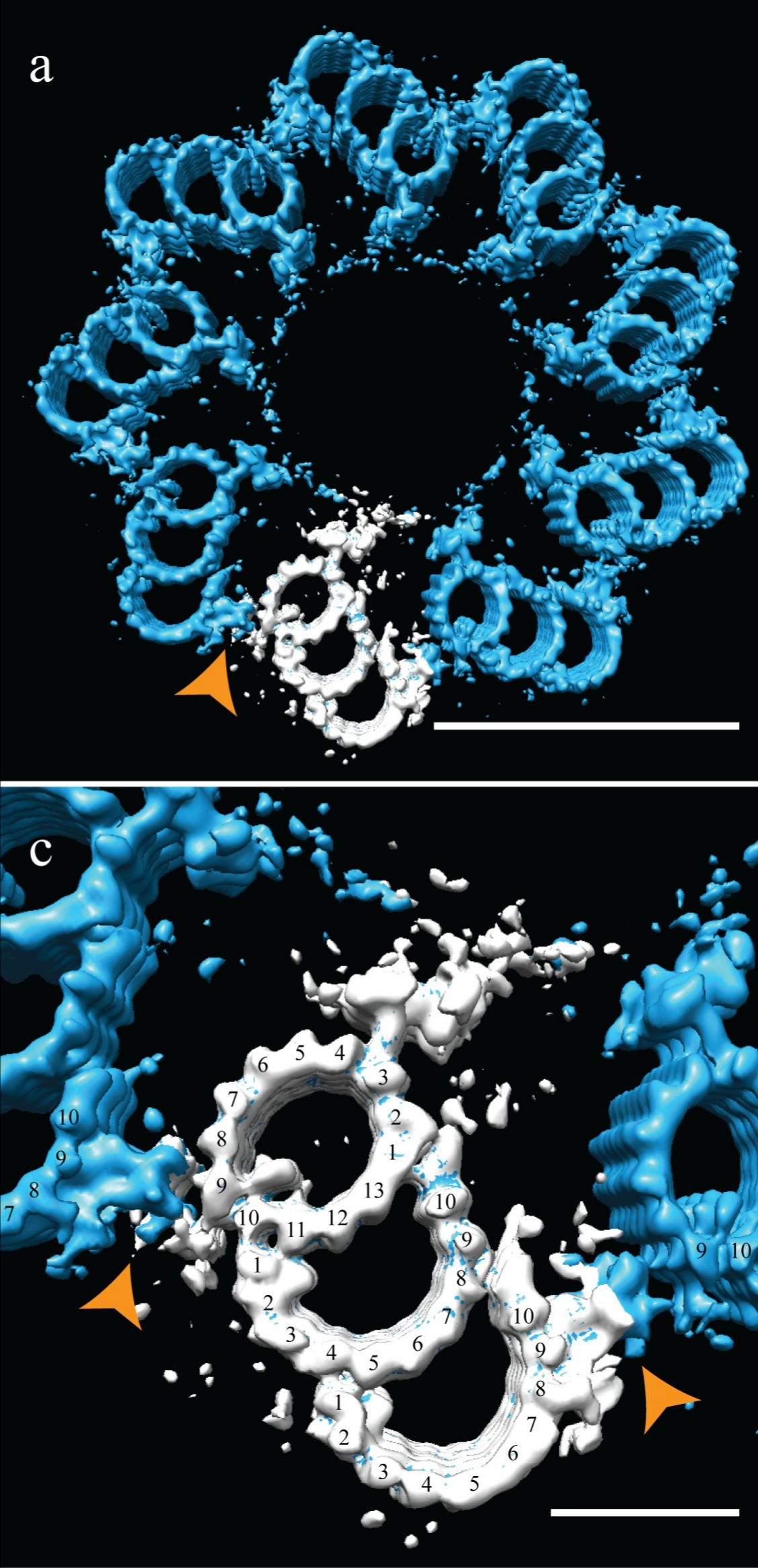
Cuerpo basal proximal de mamífero. Se muestra la estructura de un triplete de microtúbulos en blanco. Criotomografía electrónica.

Los cuerpos basales, formados a partir de los centriolos, actúan como puntos de anclaje para las proteínas, que a su vez anclan los microtúbulos como un centro organizador de microtúbulos (MTOC en inglés), proporcionan la estructura, facilitan el movimiento de las vesículas en la célula eucariota y centran la formación de cilios y flagelos.

## Origen del cuerpo basal
Todos los cuerpos basales se desarrollan a partir de un cuerpo basal "materno" 
preexistente. Se denominan así porque se ensamblaron en un ciclo celular anterior al actual, llamado "centríolo hijo".

Primero, los centriolos deben migrar a la región apropiada en la superficie celular en la que se fijarán y comenzarán a ensamblar los cilios. En segundo lugar, una vez que los centríolos alcanzan la superficie celular, deben orientarse con una dirección adecuada para los cilios móviles, o de modo que estén orientados para participar en la señalización como en el caso de un cilio primario.

En las células de paramecium, durante la interfase uno o dos cuerpos basales están anclados permanentemente en la superficie celular en medio de cada unidad cortical e incrustados en la capa citoesquelética superficial llamada epiplasma.

En los vertebrados el "cilio primario" es un derivado del centríolo materno, uno de los dos centríolos que organizan el centrosoma.

## Cuerpo basal en Paramecium
Las unidades corticales de Paramecium contienen uno o dos cuerpos basales, con una distribución específica según la zona.

Coexisten varios tipos de unidades corticales que contienen cuerpos basales en diferentes etapas del proceso de duplicación: no duplicado, duplicado y completamente ensamblado.

Todos los cuerpos basales de paramecios muestran una organización similar, pero su longitud individual varía entre 330-600 nm dependiendo de la zona de la corteza celular en la que se ubican.

## Cuerpo basal mamífero

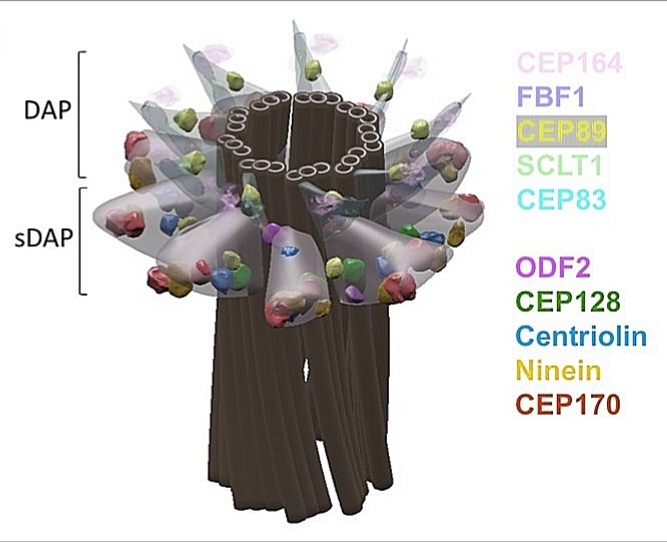
Cuerpo basal 3D vista lateral. Apéndices distales DAP. Apéndices subdistales SDAP. Las proteínas constituyentes.

Los cuerpos basales (BB) mamíferos, son cilindros generalmente construidos a partir de nueve tripletes de microtúbulos (M.T.), organizados en una configuración simétrica repetida nueve veces: una estructura llamada rueda de carreta.
Los mamíferos tienen  una región proximal de 200 nm donde el triplete de túbulos es el estado predeterminado, los  conectores de los túbulos A-C (A-C linkers), la cabeza del alfiler y las estructuras de los cuerpos basales.
Tomados en conjunto, estos cuerpos basales (BB) están estructurados con:
- la rueda de carreta con nueve radios,
- nueve microtúbulos triples que forman el barril del cuerpo basal y que se denominan A, B y C,
- la matriz proteica periférica o satélite compuesta por proteínas como la pericentrina, que nuclea los extremos de muchos microtúbulos citoplasmáticos,
- los apéndices subdistales (SAP en inglés) o pies basales (BF) en número de tres a nueve, se proyectan desde los lados del cuerpo basal, en la posición de 350 nm desde el extremo proximal del cuerpo basal.
- apéndices distales (DAP en inglés) también llamadas láminas alares, fibras de transición. Los nueve apéndices distales se proyectan hacia afuera desde el extremo distal del cuerpo basal, son necesarios para el acoplamiento de membrana y la cilogénesis.
- la raicilla ciliar.[17][18][19][20]

Los cuerpos basales (BB) humanos contienen cinco tipos de tubulina: α, β, γ, δ y ε.
 
Los polímeros de los microtúbulos (M.T) consisten exclusivamente en heterodímeros de tubulina α y β.

La γ-tubulina está integrada en los complejos de anillo de gamma tubulina (γ-TURCs), que son responsables de nucleación de los MT.

La ε-tubulina se asocia con los apéndices subdistales (SAP) y es fundamental para la duplicación de centriolos y la organización de microtúbulos.
La regulación de la producción del cuerpo basal y su orientación espacial es una función del dominio de enlace de los nucleótidos de la γ-tubulina (Shang et al, 2005).

Zona de transición TZ. Placa axosómica indicada por una punta de flecha.